# Teratogenesi

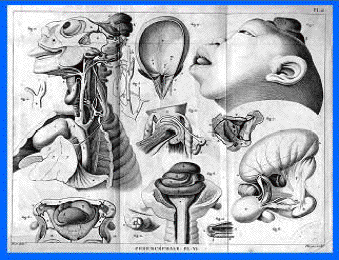
Podencefalia, disegnata da Étienne Geoffroy Saint-Hilaire in Philosophie Anatomique (1822)

La teratogenesi (dal greco terato- e -genesis "generazione di mostri") indica lo sviluppo anormale di alcuni organi del feto durante la gravidanza, che si traduce nella nascita di un bambino che presenta difetti congeniti.
La scienza che studia le malformazioni e le anomalie congenite è detta teratologia. La teratologia si occupa anche delle malformazioni di altri animali e piante.
È detta teratogena una sostanza che può provocare tali malformazioni qualora la madre venga esposta ad essa durante la gravidanza o, in alcuni casi, anche prima di essa.
Tra queste malformazioni rientrano alcuni difetti che in alcuni gravi casi possono rivelarsi anche mortali per il neonato: focomelia, labbro leporino, palatoschisi, difetti alle pareti cardiache, iperdattilia e spina bifida. Dato il carattere spesso ereditario di tali malformazioni, è evidente che la teratogenesi è strettamente imparentata con la mutazione, cioè con un fenomeno riconducibile in ultima analisi ad alterazione di una sequenza genica e quindi ad alterazione, mancata produzione o insufficiente produzione della proteina corrispondente.
Molte sono le sostanze teratogene riconosciute, tra le più tristemente famose rientrano la talidomide e l'Agente Arancio; ma anche l'abuso di alcol o il fumo di sigaretta possono avere effetti teratogeni. La teratogenicità può essere anche un effetto collaterale di alcuni farmaci usati per trattare malattie comuni, ad esempio l'acido retinoico, derivato della vitamina A usato nella cura dell'acne giovanile.
Teratogene sono anche le radiazioni. In caso di radioterapia vengono messi in atto appositi accorgimenti e/o protezioni.

## Etimologia
Prima del XVII secolo la teratologia si riferiva alla trattazione di prodigi o meraviglie, di qualunque cosa fosse così straordinaria da sembrare anomala. Nel XIX secolo ha acquisito un significato più strettamente correlato a deformità biologiche e al campo della botanica. Attualmente lo studio medico della teratogenesi si interessa maggiormente delle malformazioni congenite e degli individui con malformazioni significative.
Ci sono molti termini peggiori che sono stati precedentemente usati per descrivere individui con significative malformazioni fisiche.
Il termine è divenuto popolare negli anni sessanta grazie al Dr. David W. Smith della University of Washington Medical School, uno dei ricercatori che è divenuto famoso nel 1973 per la scoperta della sindrome alcolica fetale. Con una maggiore comprensione all'origine dei difetti alla nascita il campo della teratologia si accavalla con altri campi delle scienze di base includendo la biologia dello sviluppo, l'embriologia e la genetica.

## Animalia

### Teratogenesi
I difetti alla nascita sono presenti nel 3-5% di tutte le nuove nascite. Essi sono la principale causa di mortalità infantile negli USA, essendo responsabili di più del 20% di tutte le morti infantili.
Dal 7% al 10% dei bambini richiede un accurato trattamento medico per la diagnosi e il trattamento di difetti di nascita. Anche se un significativo progresso è stato fatto nell'identificare l'eziologia di alcuni difetti di nascita circa il 65% hanno una causa sconosciuta o non identificabile.
Precedentemente, si credeva che l'embrione di mammifero sviluppandosi nell'utero impenetrabile della madre, fosse protetto da tutti i fattori estrinseci. Tuttavia, dopo il disastro della talidomide del 1960, ci si è resi conto che l'embrione in via di sviluppo può essere altamente vulnerabile a certi agenti ambientali che hanno effetti trascurabili o non tossici per gli individui adulti.
Un articolo pubblicato nel 2010 ha individuato sei principali meccanismi teratogeni connessi all'uso di farmaci: antagonismo dei folati, rottura delle cellule della cresta neurale, alterazioni del sistema endocrino, stress ossidativo, danno vascolare e specifica teratogenesi recettore-mediata o un enzima-mediata.

#### I sei principi di Wilson
Grazie a questa nuova consapevolezza della vulnerabilità nell'utero dell'embrione di mammifero in via di sviluppo, sono stati sviluppati e perfezionati sei principi di teratologia che sono applicabili ancora oggi. Questi principi di teratologia sono stati messi a punto da Jim Wilson nel 1959 nella sua monografia Environment and Birth Defects. Questi principi guidano lo studio e la comprensione verso gli agenti teratogeni e dei loro effetti sullo sviluppo di microrganismi:
1. La suscettibilità alla teratogenesi dipende dal genotipo del concepito e il modo in cui questo interagisce con fattori ambientali avversi.
2. La suscettibilità alla teratogenesi varia con lo stadio di sviluppo dell'embrione al momento della esposizione ad un'influenza avversa. Ci sono periodi critici di suscettibilità agli agenti dei sistemi di organi colpiti da questi agenti.
3. Gli agenti teratogeni agiscono in modo specifico sulle cellule in via di sviluppo e sui tessuti per avviare una sequenza di eventi inerenti allo sviluppo anormale.
4. L'accesso di influenze sfavorevoli allo sviluppo dei tessuti dipende dalla natura dell'influenza stessa. Diversi fattori influenzano la capacità di un teratogeno di entrare in contatto con un embrione in via di sviluppo, come ad esempio la natura dell'agente stesso, percorso e grado di esposizione materna, tasso di passaggio attraverso la placenta e l'assorbimento sistemico, e la composizione dei genotipi materni ed embrionale / fetale.
5. Ci sono quattro manifestazioni di sviluppo deviante (morte, malformazioni, ritardo della crescita e difetto funzionale).
6. Le manifestazioni di uno sviluppo anormale aumentano in frequenza e grado proporzionalmente al dosaggio della sostanza, aumentando le manifestazioni da un livello senza effetti avversi osservabili (NOAEL) a una dose che produce il 100% letalità (LD100).

Gli studi volti a verificare il potenziale teratogeno di agenti ambientali utilizzano sistemi modello animali (ad esempio, ratto, topo, coniglio, cane e scimmia). I primi teratologi esponevano gli animali in gravidanza ad agenti ambientali e osservavano le anomalie macroscopiche viscerali e scheletriche dei feti. Attualmente questa procedura fa ancora parte delle procedure di valutazione teratogeni, ma il campo della Teratologia si sta spostando sempre di più ad un livello molecolare, cercando il meccanismo o i meccanismi di azione con cui agiscono questi agenti.
Topi geneticamente modificati sono comunemente usati per questo scopo. Inoltre, i registri di gravidanza sono grandi studi prospettici che monitorano le esposizioni che le donne ricevono durante la gravidanza e registrano i risultati delle loro nascite.
Questi studi forniscono informazioni sui possibili rischi di farmaci o di altre esposizioni in gravidanze umane.
Capire come un teratogeno provoca il suo effetto non è importante solo per prevenire anomalie congenite, ma è anche la base per lo sviluppo di nuovi farmaci terapeutici sicuri per l'uso da parte delle donne in gravidanza.

### Conoscenza dei rischi
Si stima che il 10% di tutti i difetti di nascita sono causati da una esposizione prenatale ad un agente teratogeno. Queste esposizioni includono (ma non sono limitati a queste) farmaci o droghe, infezioni materne e malattie, esposizioni ambientali ed occupazionali. I difetti di nascita causati da un agente teratogeno sono potenzialmente prevenibili. Studi hanno dimostrato che quasi il 50% delle donne in gravidanza sono stati esposte ad almeno un farmaco teratogeno durante la gestazione. Un altro studio ha appurato che su 200 individui che avevano richiesto una consulenza genetica per una esposizione a teratogeno, il 52% era stato esposto a più di un potenziale teratogeno.

### Agenti teratogeni
Una vasta gamma di prodotti chimici e fattori ambientali si sospettano essere teratogeni, o sono noti per essere teratogeni, negli esseri umani e negli animali. Alcuni di questi sono:
- Droghe e farmaci: alcool (etanolo), l'isotretinoina (13-cis-retinoico, Roaccutan), temazepam (Restoril; Normisson), nitrazepam (Mogadon), nimetazepam (Ermin), aminopterina o metotrexato, ormoni androgeni, busulfan, captopril, enalapril, cumarinici, ciclofosfamide, dietilstilbestrolo, fenitoina (difenilidantoina, Dilantin, Aurantin), dexametasone, etretinato, litio, metimazolo, penicillamina, tetracicline, talidomide, trimetadione, eteri metossietil, flusilazolo e acido valproico.
- Sostanze chimiche ambientali: idrocarburi policiclici aromatici (idrocarburi aromatici policiclici), bifenili policlorurati (PCB), policlorodibenzodiossine (PCDD), policlorodibenzofurani (PCDF), esaclorobenzene Esaclorofene, mercurio organico, bromuro di etidio, ecc.
- Radiazioni ionizzanti: armi atomiche fallout (Iodio-131, uranio), diagnostica raggi X, la radioterapia.
- Infezioni virali e batteriche: citomegalovirus, herpes virus, parvovirus B19, virus della rosolia (morbillo tedesco), la sifilide, la toxoplasmosi, virus dell'encefalite equina venezuelana. (Un modo semplice per ricordare le infezioni materne è TORCH: Toxoplasmosi, Altri agenti, rosolia, CMV e HSV).
- Squilibrio metabolico: l'alcolismo, cretinismo endemico, il diabete, carenza di acido folico, carenza di iodio, ipertermia, fenilchetonuria, malattia reumatica e blocco cardiaco congenito, tumori virilizzanti.

Lo stato di alcune delle sostanze di cui sopra (ad esempio difenilidantoina) è oggetto di dibattito, e su molti altri composti vi sono vari gradi di sospetto. Questi includono Agent Orange (un erbicida), la nicotina, l'aspirina e altri FANS. Altri composti sono noti come agenti teratogeni gravi grazie al lavoro di veterinari e ai loro studi sugli animali, ma non sono elencati sopra, perché non sono stati studiati sugli esseri umani, ad esempio, cyclopamine.
L'isotretinoina (13-cis-retinoico-acido; marchio Roaccutan), che viene spesso utilizzato per il trattamento di acne grave, è un forte agente teratogeno e anche solo una singola dose assunta da una donna in gravidanza può causare gravi difetti alla nascita. A causa di questo effetto, la maggior parte dei paesi hanno sistemi in atto per assicurare che questo farmaco non venga dato alle donne in gravidanza, e che il paziente sia a conoscenza di quanto sia importante prevenire una gravidanza durante il trattamento e fino a almeno un mese dopo il termine del trattamento. Linee guida mediche suggeriscono anche che le donne incinte dovrebbero limitare l'assunzione di vitamina A a circa 700 mg / die, in quanto ha un potenziale teratogeno se consumato in eccesso.
- Fattori psicologici: ultimi, ma non per importanza, anche gli stress emozionali subiti dalla madre possono avere conseguenze sul nascituro. Qualsiasi forma di stress (apprensione, ansia, paura) provocano un maggiore afflusso di sangue verso le zone periferiche del corpo, come le gambe, e verso cuore e cervello e quindi arriverà meno sangue al feto. Ricordiamo inoltre che gli ormoni di risposta allo stress passano attraverso la placenta.

### Conseguenze all'esposizione verso teratogeni
L'esposizione ad agenti teratogeni può generare una vasta gamma di anomalie strutturali, quali labbro leporino, palatoschisi, dismelia, anencefalia, difetto del setto ventricolare. L'esposizione a un singolo agente teratogeno è in grado di produrre diverse anomalie a seconda della fase di sviluppo in cui questa esposizione si verifica; il periodo più critico è quello che intercorre tra la seconda e la settima settimana di gestazione, il cosiddetto "primo trimestre", in quanto è proprio durante questo lasso di tempo che le cellule iniziano a differenziarsi nei vari organi e tessuti, e quindi qualsiasi agente che possa interferire con questo delicato processo diventa molto pericoloso, in più, molte volte la donna può non essere a conoscenza della gravidanza.
Specifici difetti di nascita non sono caratteristici di ogni singolo agente.
Tra le sostanze più abusate che possono causare danni al feto c'è l'alcool. Esso è la causa più conosciuta di danno fetale; la sua assunzione provoca un forte richiamo di ossigeno dalle zone periferiche dell'organismo per poterlo metabolizzare e questo causa un minore afflusso di sangue ossigenato verso il feto che provoca la sindrome alcolica fetale (FAS) o, se l'assunzione di alcol non è stata massiccia, effetti feto alcolici (FAE), una forma più leggera di FAS.

## Plantae
In botanica, la teratologia indaga le implicazioni teoriche di campioni anormali. Ad esempio, la scoperta di fiori anomali: fiori con foglie al posto dei petali.

## Sopravvissuti a esplosioni nucleari
I superstiti del bombardamento atomico di Hiroshima e Nagasaki, che sono conosciuti con il nome di hibakusha, erano (e sono tuttora) vittime di gravi discriminazioni a causa di ignoranza pubblica circa le conseguenze di malattie da radiazioni, con gran parte della popolazione che credeva che fosse ereditaria o anche contagiosa. Questo è avvenuto nonostante il fatto che nessun aumento statisticamente dimostrabile di difetti di nascita e/o malformazioni congenite è stato riscontrato tra i bambini concepiti da sopravvissuti alle armi nucleari utilizzate a Hiroshima e Nagasaki, o nei figli concepiti in seguito da parte di sopravvissuti al cancro che avevano precedentemente ricevuto la radioterapia. Le donne sopravvissute di Hiroshima e Nagasaki che erano in grado di concepire, anche se esposte a notevoli quantità di radiazioni hanno avuto figli senza incidenza più alta di anomalie e/o malformazioni rispetto alla popolazione giapponese nel suo complesso.